# Eduard Enzmann
Eduard Josef Enzmann (* 1. August 1882 in Faberhütten bei Kaaden, Böhmen; † 18. Mai 1965 in Gießen) war ein deutscher Landschaftsmaler. Er signierte auch mit Ed. Enzmann.

## Leben
Enzmann wurde im damaligen Wernsdorfer Ortsteil Faberhütten bei Kaaden geboren. Werndorf (Vernéřov) ist später selbst nach Klášterec nad Ohří (Klösterle an der Eger) eingemeindet worden. Seine Eltern waren der Müller Wenzel Franz Enzmann und Theresia geb. Pleil aus Köstelwald bei Kaaden. Eine Lehre als Porzellanmaler absolvierte er in Reichenberg. Während seiner Tätigkeit als Porzellanmaler wurde er vom Bildhauer Adolf Schnabel (1874–1950) künstlerisch gefördert. Mittels eines Stipendiums nahm er 1908 ein Studium an der Akademie der Bildenden Künste Prag auf.
Viele seiner Landschaftsbilder, Zeichnungen und Grafiken wurden in Büchern und Zeitschriften verwendet. So gab beispielsweise 1916 Eduard Gnendinger in Dessendorf das Buch Der Dammbruch der Talsperre an der Weißen Desse am 18. September des Kriegsjahres 1916 heraus, in dem mehrere von Enzmanns Naturstudien gezeigt werden. Enzmann gestaltete auch den Buchumschlag des von Adolf Wildner 1922 herausgegebenen Buches In der Sahara / Gustav Nachtigal. Auch Karl Richard Fischer verwendete für sein 1924 erstveröffentlichtes Buch Doktor Kittel. Sagen und anderes Volksgut des Isergebirges Zeichnungen Enzmanns. Enzmann arbeitete auch im Bereich Lithografie. Seine Bilder werden heute noch gezeigt.
1924–1927 gestaltete er die Innenräume des Gebäudes der ehemaligen Bezirksregierung in Gablonz (Podhorská 59), u. a. mit dem sogenannten Iser-Triptychon (Denkmalschutz ÚSKP-Nr. 43866/5-5145).

## Auszeichnungen
- 1953: Nordgau-Kulturpreis der Stadt Amberg in der Kategorie „Nordgauförderung“